# Bedout Island
Bedout Island är en ö i Australien. Den ligger i delstaten Western Australia, omkring 1 400 kilometer norr om delstatshuvudstaden Perth. Arean är 0,24 kvadratkilometer. Den sträcker sig 0,9 kilometer i nord-sydlig riktning, och 0,4 kilometer i öst-västlig riktning.